# Calling Time
Calling Time este un album de studio al muzicianului suedez Basshunter. A fost lansat la data de 13 mai 2013 de către Gallo Record Company. 

## Lista pieselor
| Nr. | Titlu                                   | Lungime |  |
| 1.  | „Saturday”                              | 3:00    |  |
| 2.  | „Dream on the Dancefloor”               | 3:12    |  |
| 3.  | „Crash & Burn”                          | 3:08    |  |
| 4.  | „Wake Up Beside Me” (feat. Dulce María) | 2:41    |  |
| 5.  | „Calling Time”                          | 3:07    |  |
| 6.  | „Far Away”                              | 3:42    |  |
| 7.  | „I've Got You Now”                      | 3:10    |  |
| 8.  | „You're Not Alone”                      | 2:57    |  |
| 9.  | „Rise My Love”                          | 2:33    |  |
| 10. | „Pitchy”                                | 2:15    |  |
| 11. | „I Came Here to Party”                  | 2:48    |  |
| 12. | „Dirty” (feat. Sandra)                  | 2:53    |  |
| 13. | „Lawnmover to Music”                    | 4:21    |  |
| 14. | „Fest i hela huset”                     | 2:50    |  |
| 15. | „Northern Light”                        | 2:49    |  |

| Bonus tracks |                                            |         |  |
| Nr.          | Titlu                                      | Lungime |  |
| 16.          | „Far Away” (Josh's Big Room Remix)         | 4:55    |  |
| 17.          | „Dream on the Dancefloor” (Rude Dog Remix) | 5:10    |  |
| 18.          | „Northern Light” (Candlelight Version)     | 3:09    |  |

## Prezența în clasamente
| Țară (clasament)                                     | Poziția maximă |
| ---------------------------------------------------- | -------------- |
| Statele Unite ale Americii (Dance/Electronic Albums) | 24             |